# Bara en danserska
Bara en danserska è un film muto del 1926 diretto da Olof Molander.

## Produzione
Il film fu prodotto dalla Isepa-Wengeroff Film GmbH.

## Distribuzione
In Svezia, il film venne distribuito dalla Filmindustri AB Skandias Filmbyrå, in Germania dalla Hirschel-Sofar-Film-Verleih GmbH.